# Église Saint-Léger de Saint-Germain-en-Laye
Pour les articles homonymes, voir Église Saint-Léger.
L'église Saint-Léger est une église catholique située à Saint-Germain-en-Laye (Yvelines) au 20 rue de la Maison-Verte. Elle est, avec l'église Saint-Germain, l'une des deux églises paroissiales de la ville. Le curé actuel depuis septembre 2018 est le père Benoit Chevalier.

## Histoire de l'église
Bien que l'église Saint-Léger ait été construite au XXe siècle, son origine est très ancienne et remonte au début du Moyen Âge.

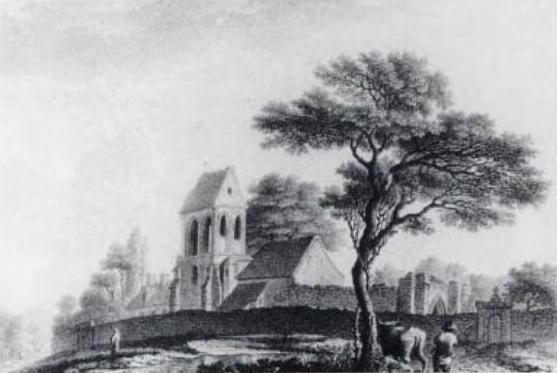
L'église Saint-Léger en 1776.

### Saint Léger, évêque d'Autun
Saint Léger est né vers 616. Abbé de Saint-Maixent-en-Poitou puis évêque d'Autun, il est martyrisé et décapité près d'Arras en 678. Ses reliques sont transférées à Saint-Maixent. Un sanctuaire lui est consacré vers la fin du VIIe siècle entre Chambourcy et Saint-Germain-en-Laye.

### Saint-Léger-en-Laye
Au VIIe siècle, un hameau se construit, en haut du val du ru de Buzot, autour d’une chapelle, dédiée à saint Léger, élevée par le roi mérovingien Thierry III en réparation du martyre de ce saint, évêque d’Autun en 678.

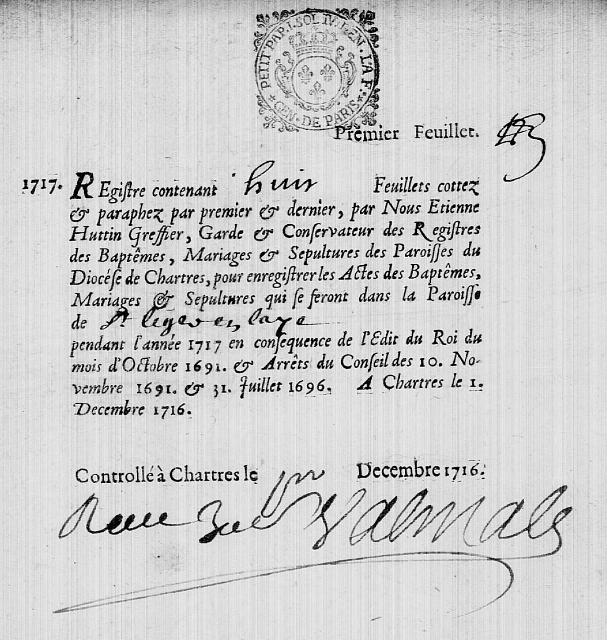
Première page pour l'année 1717 du registre paroissial (baptêmes, mariages et sépultures) de l'église Saint-Léger, alors rattachée au diocèse de Chartres.

La paroisse de Saint-Léger-en-Laye, dont l'existence de l'église est attestée dès 1314, est créée sous le roi Robert le Pieux. Elle fait partie du diocèse de Chartres, alors que sa voisine de Saint-Germain-en-Laye fait partie du diocèse de Paris. L'église se situe alors à la place de l'actuelle Villa Campan au no 19 rue du Maréchal-Galliéni près de la RN13 et son presbytère se trouve à l'actuel no 17 rue du Maréchal-Galliéni. Au XIIe et XIIIe siècles, le ru permet au hameau de se développer grâce à la mise en culture des terres avoisinantes et de l'installation de moulins à farine et de tanneries.
Au XVIIIe siècle, on recense dans le village deux moulins à eau, cinq blanchisseries de linge et trois tanneries. Le cahier de doléances de 1789, indique également que le terrain alors est composé de marais, de terres et de vignes et que la ferme d'Hennemont, l'abbaye et le couvent occupé, entre autres, par le moine, curé du Port de Marly-le-Roi. 
Pendant les tourmentes de la Révolution française, la paroisse Saint-Léger est supprimée par l'arrêté du 1er pluviôse an II (20 janvier 1794) pour être rattachée à Saint-Germain-en-Laye et apporter à cette ville un grand nombre de terres agricoles et de vignes. L'église Saint-Léger, le presbytère et les dépendances sont vendus comme biens nationaux puis l'église est ensuite démolie.

### L'église contemporaine

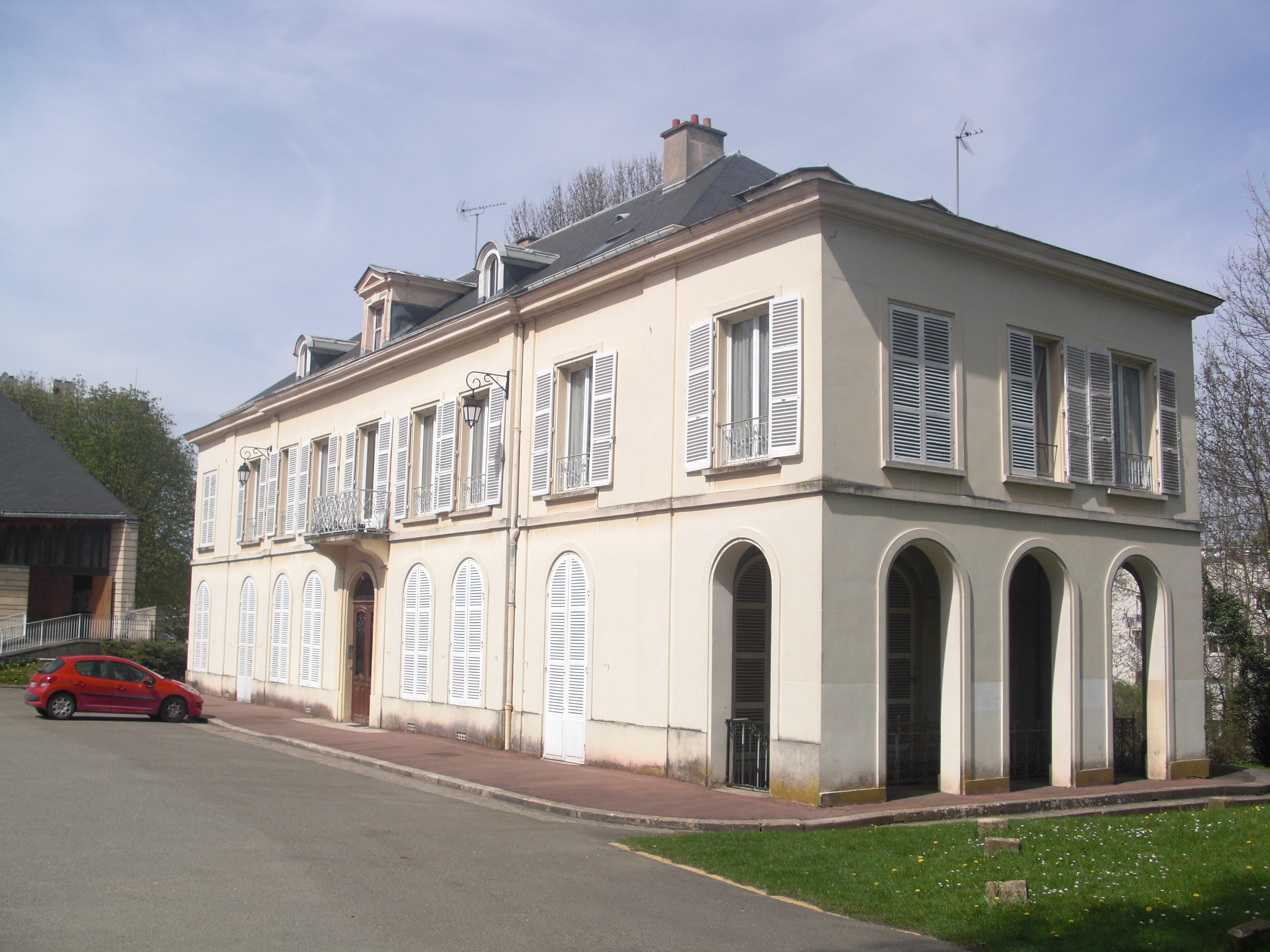
L'ancienne Maison Verte, actuellement presbytère de l'église Saint-Léger.

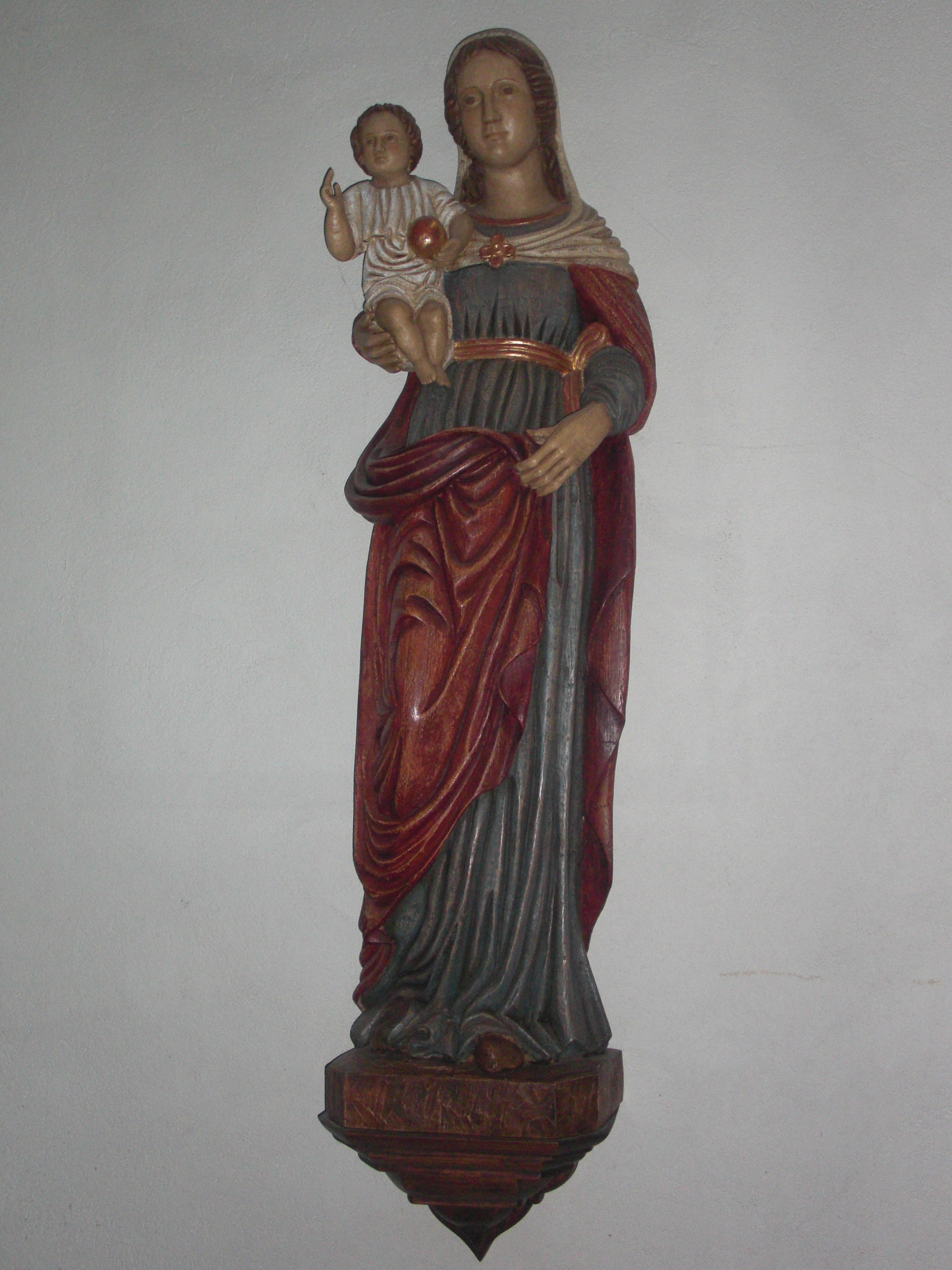
Vierge à l'enfant dans l'église Saint-Léger.

Après la Seconde Guerre mondiale, l'extension de la ville de Saint-Germain-en-Laye dans le quartier sud nécessite la création d'une seconde paroisse, en plus de l'église Saint-Germain. 
En 1959, le Père Gufflet, curé, décide de faire construire une nouvelle église, dédiée à saint Léger. Elle ne se trouve pas exactement au même endroit que l'ancienne mais dans le parc de la Maison Verte, une grande demeure bourgeoise du début du XIXe siècle, qui devient le nouveau presbytère. La réalisation de la nouvelle église est confiée à deux Saint-Germanois : Jean-Baptiste Hourlier (1897-1987), architecte en chef des monuments historiques, et Ivan Gury, son gendre et associé, architecte des bâtiments civils et palais nationaux. Construit sur un plan triangulaire, couvert par une charpente apparente de grande portée, le bâtiment est d’une ligne sobre et moderne. Les vitraux, exécutés en résine colorée par le maitre verrier Petit, dosent lumière et couleur.
La première pierre de l'église est posée le 8 novembre 1959 par monseigneur Alexandre Renard, évêque de Versailles, et l'église Saint-Léger est consacrée lors de la bénédiction du 17 septembre 1961. Le 21 septembre 1962, l’évêque de Versailles érige la nouvelle paroisse de Saint Léger, avec pour date effective le 2 octobre, fête de Saint Léger. Le premier curé en est le père Jacques Pénicaud.
Le dimanche 21 octobre 2012, la nouvelle église Saint-Léger célèbre les 50 ans de son existence. Pour l'occasion, l'évêque de Versailles, Monseigneur Éric Aumonier, vient y célébrer la messe et y prononcer l'homélie.

## Liste des curés de l'église Saint-Léger

### Église ancienne jusqu'à la Révolution française

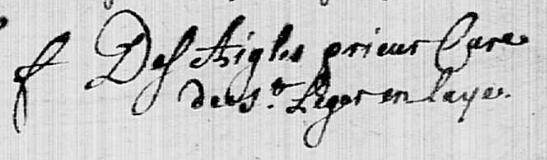
Signature du père Desaigles, « prieur curé de Saint-Léger-en-Laye », dans le registre paroissial de l'année 1716.

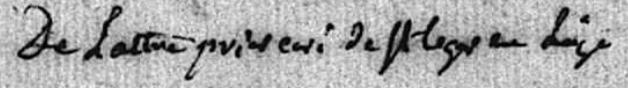
Signature du père Delattre, dernier curé de l'ancienne église Saint-Léger, dans le registre paroissial de l'année 1788.

- Père Antoine de Lamart (né vers 1609 et mort le 1er novembre 1683 à Saint-Germain-en-Laye, inhumé le lendemain dans l'église Saint-Germain)
- Père Jean Audry, de 1684 à 1686
- Père Jean Licier, de 1686 à 1710
- Père Desaigles, de 1710 à 1725
- Père Claude Richard, de 1725 à 1727
- Père F. Poullain, de 1727 à 1757
- Père Boucard, de 1757 à 1776
- Père Ducastelier, de 1776 à 1781
- Père Delattre, de 1781 à 1793[7]

### Église contemporaine de 1962 à nos jours
- Père Jacques Pénicaud (né en 1918 à Orsay et mort en 1983 à Paris 7e), de 1962 à 1968
- Père Jacques Destelle (né en 1925 à Barneville-Carteret et mort en 2013 à Montferrier-sur-Lez), de 1968 à 1981
- Père Bernard Grelier (né en 1928 à Chazé-sur-Argos et mort en 2017 à Rennes), de 1981 à 1993
- Père Robert Plaquin (né en 1933 à Versailles et mort en 2020 à Versailles), de 1993 à 2005
- Père Pierre Hoffman (né en 1940), de 2005 à 2011
- Père Hervé Duroselle (né en 1948), de 2011 à 2018
- Père Benoît Chevalier (né en 1968 à Poissy[8]), depuis 2018

## La statue de saint Léger

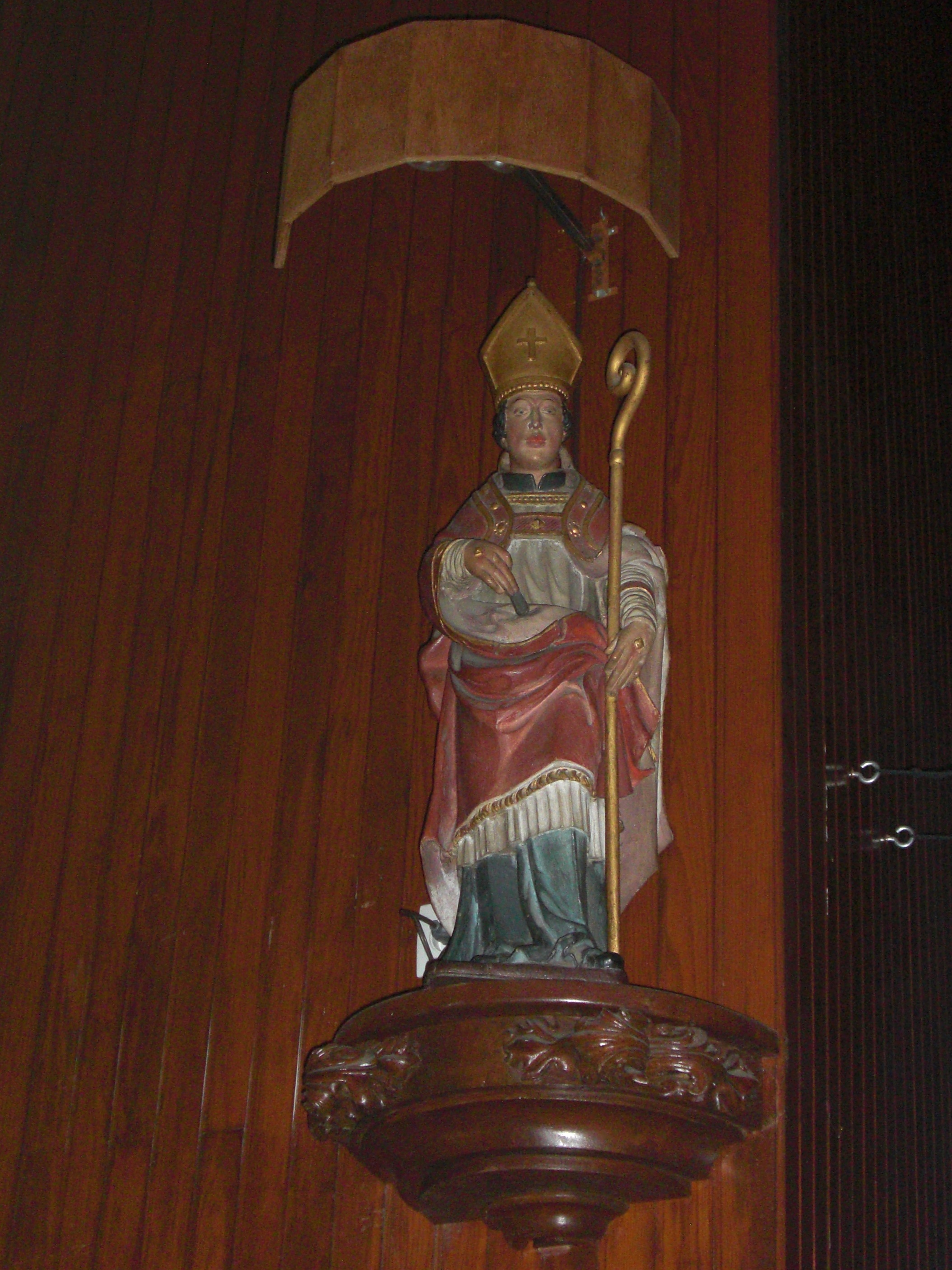
Statue de Saint Léger près de l'autel dans l'église Saint-Léger.

Après la destruction de l'ancienne église Saint-Léger pendant la Révolution française et le saccage du mobilier, une petite statue de bois représentant saint Léger est alors miraculeusement sauvée du feu et mise à l'abri par un habitant de Saint-Germain-en-Laye qui put l'emporter en échange d'une corde de bois. Elle se trouve aujourd'hui dans l'église paroissiale près de l'autel.

## Cinéma
L'église Saint-Léger apparaît dans le film Hibernatus (1969) avec Louis de Funès et Claude Gensac.

## Personnalités
- Guillaume Tirel (1310-1395), dit Taillevent, célèbre cuisinier français, dont la pierre tombale est conservée dans l'église Saint-Léger.

## Offices religieux et événements
Deux messes dominicales sont célébrées en l'église Saint-Léger : à 9h45 et à 11h15.
Chaque année, au début du mois d'octobre, le dimanche qui suit la saint Léger, a lieu la « fête à Saint-Léger », grande fête paroissiale avec braderie, brocante, vide-greniers, vente de livres, animations...

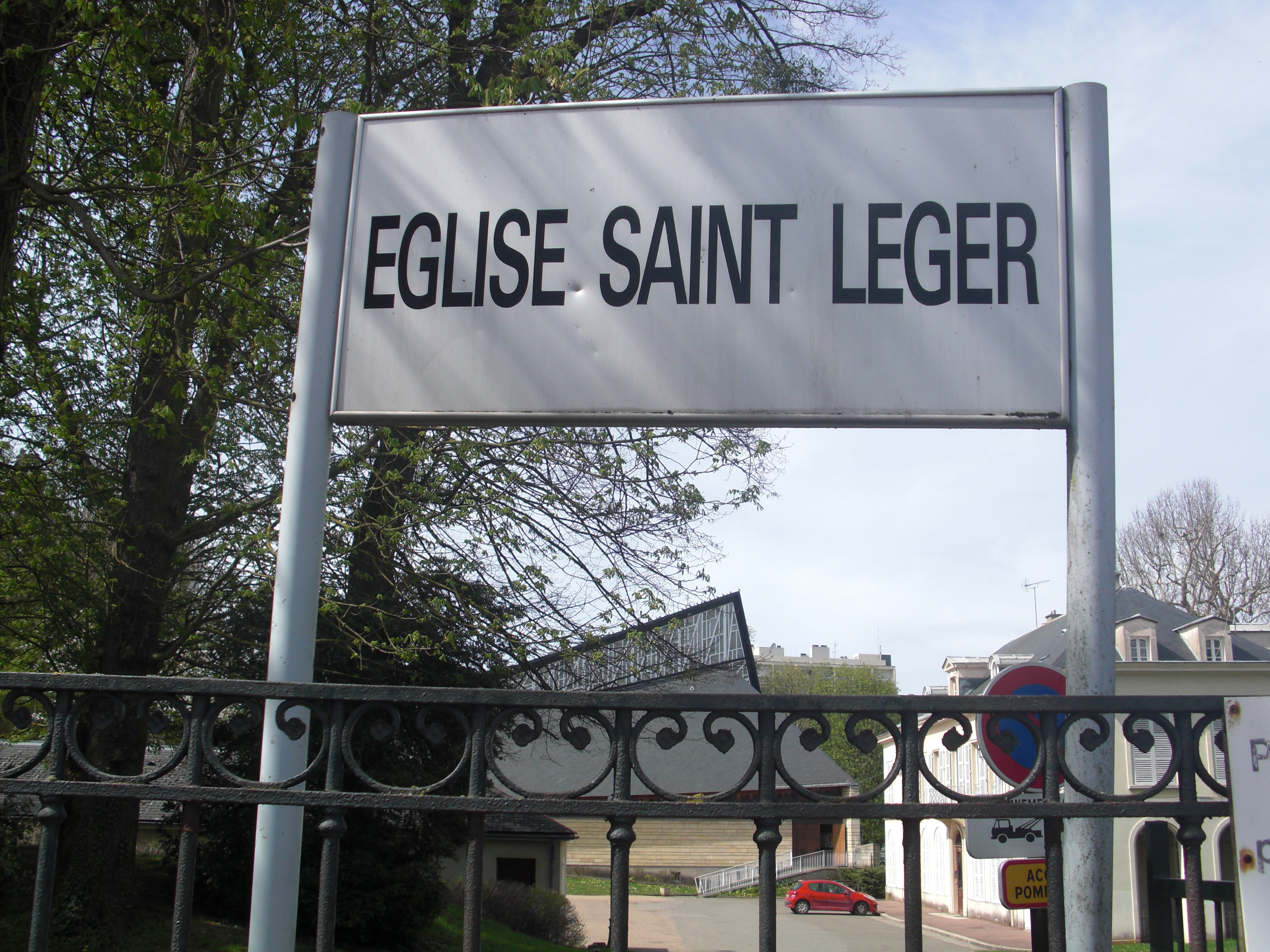
Entrée de l'église Saint-Léger.

## Annexes

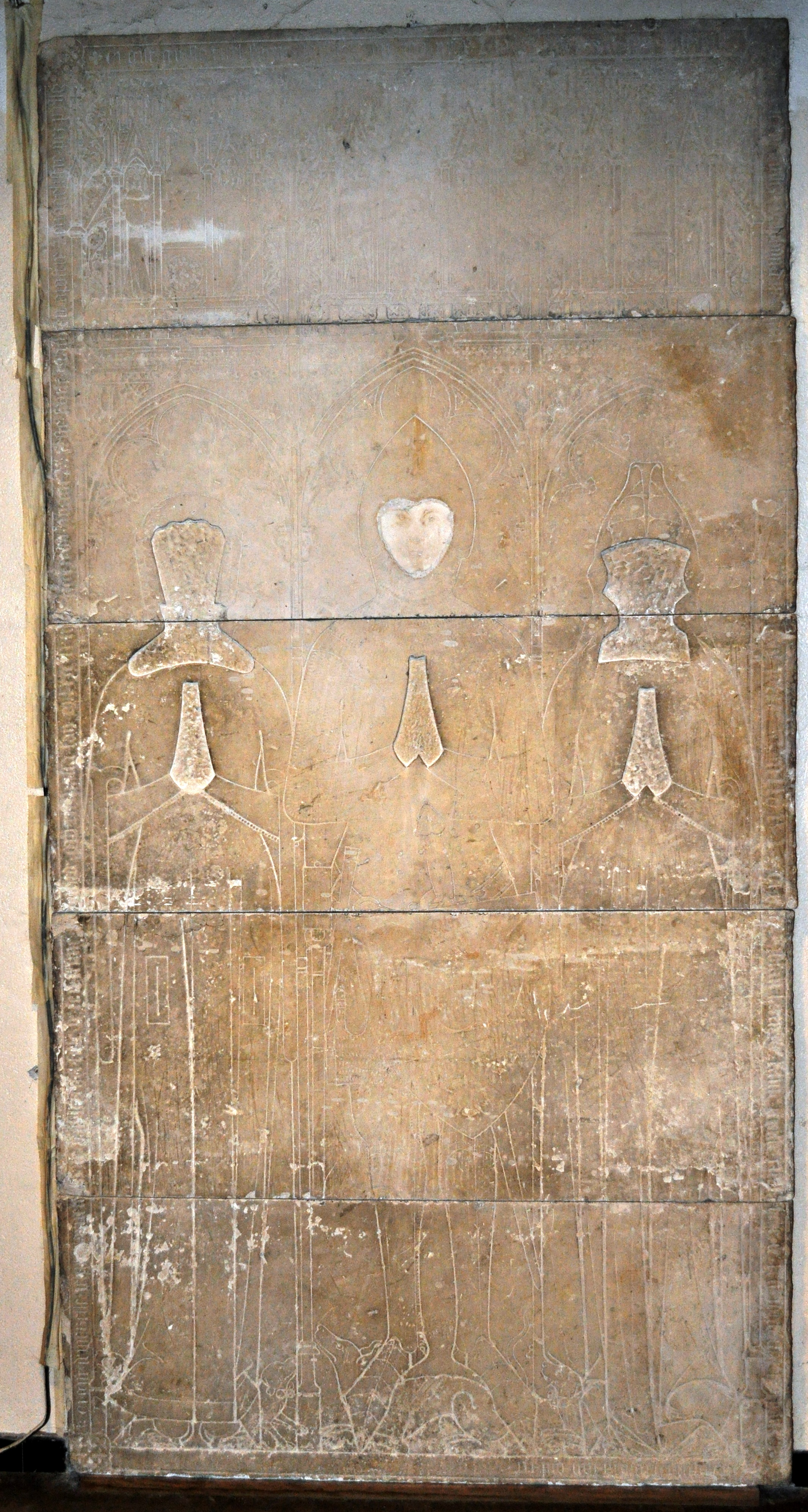
Stèle de la tombe de Guillaume Tirel dit Taillevent dans la crypte de l'église.

### Source
- Panneaux historiques situés dans l'église Saint-Léger.